# Румыния на летних Олимпийских играх 1988
Румыния на Летних Олимпийских играх 1988 года в Сеуле была представлена 68 спортсменами (32 мужчины, 36 женщин), которые приняли участие в соревнованиях по 10 видам спорта. Они завоевали 7 золотых, 11 серебряных и 6 бронзовых медалей, что вывело сборную на 8 место в неофициальном командном зачёте.

## Медалисты
| Медаль  | Спортсмен | Вид спорта            | Дисциплина                             |
| ------- | --- | --------------------- | -------------------------------------- |
| Золото  | Паула Иван | Лёгкая атлетика       | Женщины, 1500 метров                   |
| Золото  | Даниэла Силиваш | Спортивная гимнастика | Женщины, брусья                        |
| Золото  | Даниэла Силиваш | Спортивная гимнастика | Женщины, бревно                        |
| Золото  | Даниэла Силиваш | Спортивная гимнастика | Женщины, вольные упражнения            |
| Золото  | Родика Арба Ольга Хомеги | Академическая гребля  | Женщины, двойки распашные без рулевой  |
| Золото  | Сорин Бабий | Стрельба              | Мужчины, произвольный пистолет, 50 м   |
| Золото  | Василе Пушкашу | Вольная борьба        | Мужчины, до 100 кг                     |
| Серебро | Паула Иван | Лёгкая атлетика       | Женщины, 3000 метров                   |
| Серебро | Даниэль Думитреску | Бокс                  | Мужчины, до 57 кг                      |
| Серебро | Аурелия Добре Эуджения Голя Челестина Попа Габриэла Поторак Даниэла Силиваш Камелия Войня                                              | Спортивная гимнастика | Женщины, командное первенство          |
| Серебро | Даниэла Силиваш | Спортивная гимнастика | Женщины, абсолютное первенство         |
| Серебро | Габриэла Поторак | Спортивная гимнастика | Женщины, опорный прыжок                |
| Серебро | Драгош Нягу Дэнуц Добре | Академическая гребля  | Мужчины, двойки распашные без рулевого |
| Серебро | Димитрие Попеску Йоан Шнеп Василе Томоягэ Ладислау Ловренши Валентин Робу                                                              | Академическая гребля  | Мужчины, четвёрки распашные с рулевым  |
| Серебро | Элисабета Липэ Вероника Коджану | Академическая гребля  | Женщины, двойки парные                 |
| Серебро | Дойна Шнеп-Бэлан Вероника Некула Херта Аниташ Марьоара Трашкэ Адрьяна Базон Михаэла Армэшеску Родика Арба Ольга Хомеги Екатерина Оанча | Академическая гребля  | Женщины, восьмёрки                     |
| Серебро | Ноэми Лунг, | Плавание              | Женщины, 400 м комплексным плаванием   |
| Серебро | Николаэ Влад | Тяжёлая атлетика      | Мужчины, до 100 кг                     |
| Бронза  | Даниэла Силиваш | Спортивная гимнастика | Женщины, опорный прыжок                |
| Бронза  | Габриэла Поторак | Спортивная гимнастика | Женщины, бревно                        |
| Бронза  | Мариус Герман | Спортивная гимнастика | Мужчины, перекладина                   |
| Бронза  | Анишоара Бэлан Анишоара Миня Элисабета Липэ Вероника Коджану                                                                           | Академическая гребля  | Женщины, четвёрки парные               |
| Бронза  | Марьоара Трашкэ Вероника Некула Херта Аниташ Дойна Шнеп-Бэлан Екатерина Оанча                                                          | Академическая гребля  | Женщины, четвёрки распашные с рулевой  |
| Бронза  | Ноэми Лунг, | Плавание              | Женщины, 200 м комплексным плаванием   |

## Результаты соревнований

### Академическая гребля
В следующий раунд из каждого заезда проходили несколько лучших экипажей (в зависимости от дисциплины). В финал A выходили 6 сильнейших экипажей, ещё 6 экипажей, выбывших в полуфинале, распределяли места в малом финале B.
Мужчины
| Соревнование | Спортсмены              | Предварительный заезд | Предварительный заезд | Предварительный заезд | Отборочный заезд | Отборочный заезд | Отборочный заезд | Полуфинал | Полуфинал | Полуфинал | Финал   | Финал   | Итоговое место |
| Соревнование | Спортсмены              | Заезд                 | Время                 | Место                 | Заезд            | Время            | Место            | Заезд     | Время     | Место     | Время   | Место   | Итоговое место |
| ------------ | ----------------------- | --------------------- | --------------------- | --------------------- | ---------------- | ---------------- | ---------------- | --------- | --------- | --------- | ------- | ------- | -------------- |
| двойки       | Драгош Нягу Дэнуц Добре | 1                     | 6:31,95 OB            | 1 Q                   | не участвовали   | не участвовали   | не участвовали   | 1         | 6:46,70   | 1 QA      | Финал A | Финал A | 2              |
| двойки       | Драгош Нягу Дэнуц Добре | 1                     | 6:31,95 OB            | 1 Q                   | не участвовали   | не участвовали   | не участвовали   | 1         | 6:46,70   | 1 QA      | 6:38,06 | 2       | 2              |